# 楢山 (秋田市)

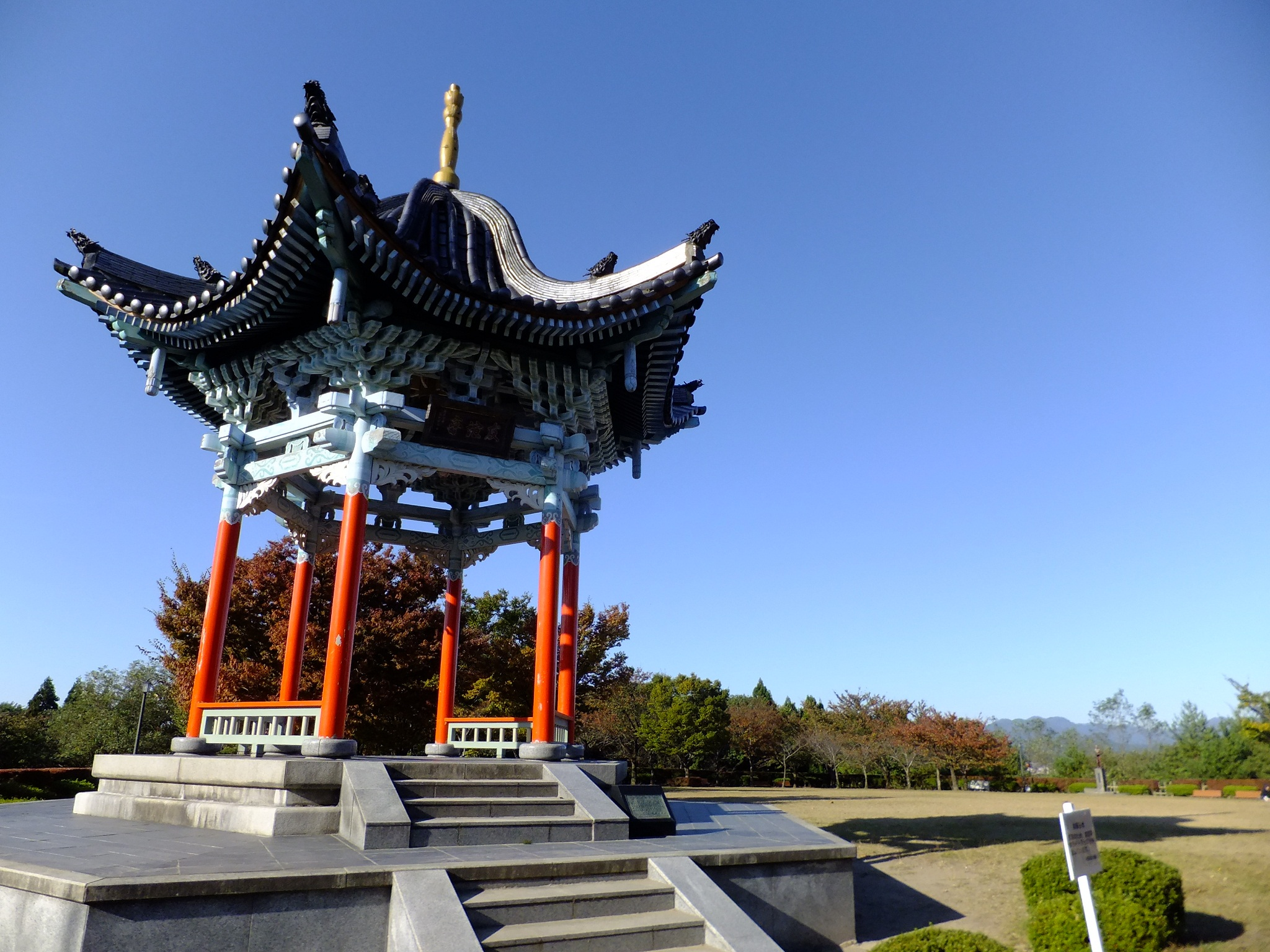
一つ森公園のシンボル「友誼亭」（2011年10月21日）

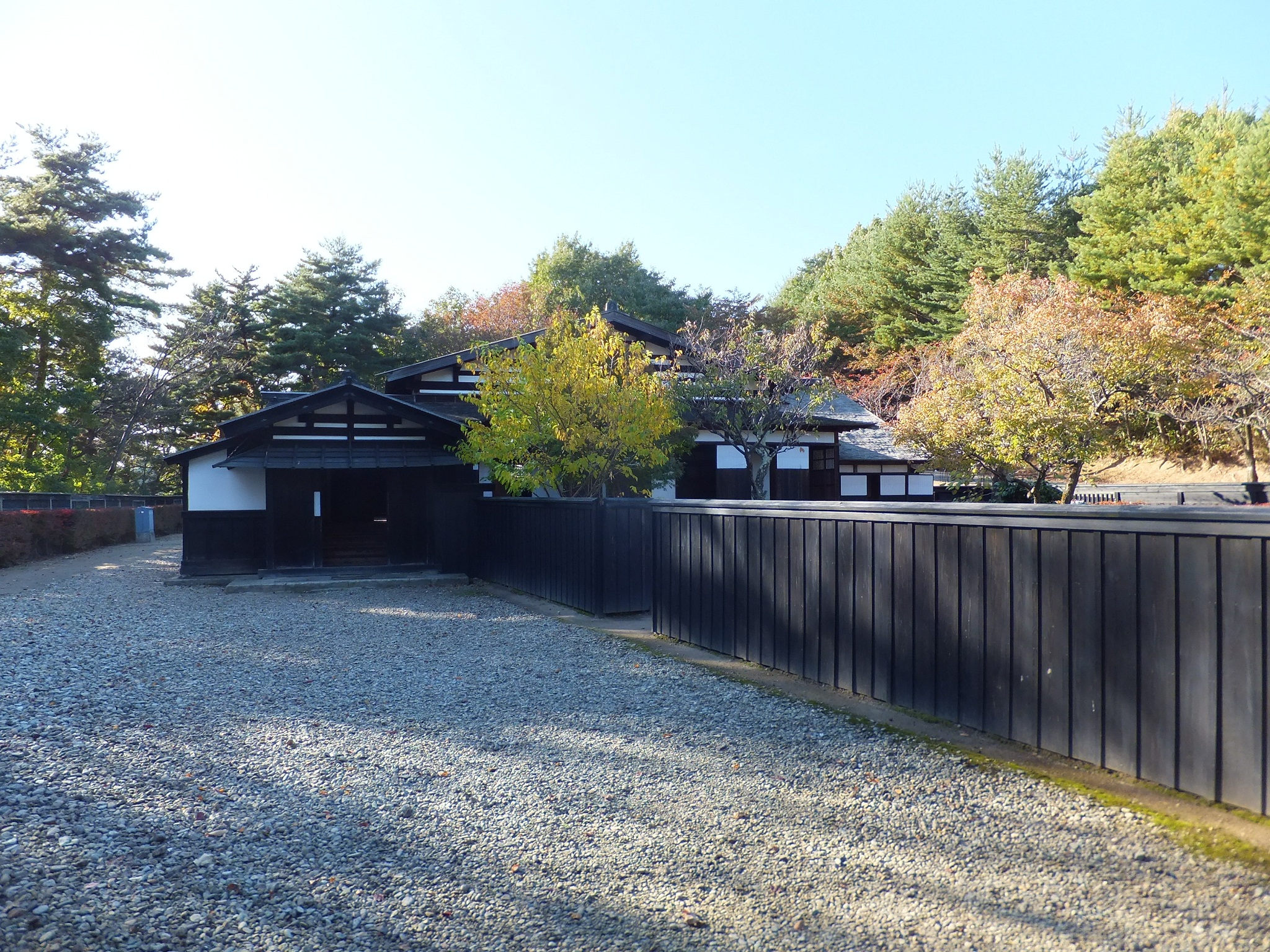
旧黒澤家住宅

楢山（ならやま）は、秋田県秋田市（旧南秋田郡広山田村）に存在する大字である。郵便番号は010-0034。また、大字楢山と「楢山」を冠した町名を持つ地区を合わせた総称としても使われる。大字と町部を合わせた人口は8,727人（2017年10月1日現在、住民基本台帳人口調査による）。
本項では、地域総称及び大字楢山について述べる。現在の「楢山」を冠する各町については楢山愛宕下、楢山石塚町、楢山太田町、楢山大元町、楢山川口境、楢山共和町、楢山金照町、楢山佐竹町、楢山城南新町、楢山城南町、楢山登町、楢山古川新町、楢山本町、楢山南新町上丁、楢山南新町下丁、楢山南中町を参照。

## 地理
秋田市の中部、旭川と太平川の合流点付近に位置する。太平川の右岸はほぼ平坦な地形だが、左岸は金照寺山や一つ森公園などの丘陵地を含む。JR東日本奥羽本線（秋田新幹線）と羽越本線が縦断し、太平川とともに地域を5つに分断している。
太平川の右岸は武家屋敷の面影を残す住宅地で、藩政期からの古い町形がほぼそのまま残っており、隘路や屈曲が多い。近年になってから低湿地を埋め立てて造成した土地は、比較的整理された町形になっている。楢山本町にある楢山末無町街区公園は、昭和20年代に太平川の蛇行を直線化した旧河道の痕跡である。秋田牛島郵便局が牛島という名でありながら楢山に所在するのは、現在の河道と旧河道の間にある土地を牛島から楢山へ編入したことによる。
北は南通（亀の町・みその町・築地・宮田）・東通（館ノ越・明田）、東は横森・下北手桜・上北手（大戸・百崎・荒巻）、南は牛島東・卸町・茨島、西は旭南・大町に接する。

### 小字
大字楢山には13の小字が設置されていたが、うち10の小字は住居表示実施に伴う区画整理で全域が他地区へ編入され消滅した。現存する3つの小字は、石塚谷地は一つ森公園の一部および山麓の水田地帯、太田沢は一つ森公園の一部、寺小路は大堰端の排水路が太平川に合流する付近である。
- 字愛宕下（あたごした） - 平成3年10月1日消滅
- 字石塚谷地 （いしづかやち）
- 字兎口（うさぎぐち） - 昭和49年5月1日消滅
- 字太田沢（おおたざわ）
- 字観音前（かんのんまえ） - 昭和54年4月1日消滅
- 字熊沢（くまざわ） - 昭和42年5月1日消滅
- 字舘ノ越（たてのこし） - 昭和54年4月1日消滅
- 字寺小路（てらこうじ）
- 字鳥場前（とりばまえ） - 昭和54年4月1日消滅
- 字長沼（ながぬま） - 平成18年2月1日消滅
- 字楢山（ならやま） - 昭和54年4月1日消滅
- 字宮田（みやた） - 昭和54年4月1日消滅
- 字明田（みょうでん） - 昭和54年4月1日消滅

### 河川
- 旭川
  - 太平川

### 丘陵
- 金照寺山 (56.1m)
- 一つ森公園

## 歴史
久保田藩主佐竹氏の居城である久保田城の南部に位置した城下町と近郊農村を地区の前身とする。楢山とは金照寺山の古名であり、山麓の農村である楢山村の名は、天正19年正月17日（1591年2月10日）の『豊臣秀吉朱印蔵入帳写』に記された「なら山村・牛島村 272石余」が初見である。佐竹氏入部以前の楢山村は、川尻村と並んで太平川下流右岸の中核的な集落を形成していたものと考えられている。楢山村の中心集落は、現在の楢山大元町付近にあった。
現在は旭川の左岸が楢山、右岸は旭南・川元を挟んで離れたところが川尻と地区が分かれているが、享保15年（1730年）の『六郡郡邑記』で川尻村について「川辺郡牛島村との川境」と書かれていることから、もともとは旭川左岸も広い範囲が川尻村であり、楢山武家屋敷町の多くは川尻村から町割されたことが判る。武家屋敷の町割が進むに連れて川尻村は縮小していき、左岸で最後まで残った川尻は、1990年（平成2年）まで存在した「川尻町字川口境」である（現在の楢山川口境）。
かつての川尻が旭川左岸にも広がっていたように、かつての楢山は現在よりも北・東へ広い範囲に広がっていた。1966年（昭和41年）の住居表示実施以来、大字楢山（旧楢山村）の大部分は中通・南通・東通という他地区に編入されたが、もともとの大字楢山は秋田駅所在地や西口商店街（アゴラ広場付近）までも含んでいた。
楢山武家屋敷は、寛永6年（1629年）に町割が開始された。亀ノ丁郭の南に隣接し、旭川と太平川以外の堀や土塁を持たない外郭で、主に小禄の家臣や足軽が居住した。『秋田昔物語』に「楢山は敵付に候間屋敷等は不及申、樹木にても植不申様に天英公様（初代藩主・佐竹義宣）も御意有之候、万一之時は御焼払候はゞ御人数を御出し可相成候間、屋敷取立候得との御意にて取立候由」とあり、保戸野や川口とともに城下防衛の最前線であった。
明治5年10月10日（1872年11月10日）の大区小区制で名称が確定した旧侍町は、楢山虎ノ口新町、楢山虎ノ口外張新町、楢山上本町、楢山中町、楢山本町下丁、楢山本新町上丁・下丁、楢山本横丁、楢山南新町上丁・下丁、楢山古川新町、楢山枡取町の12町。旧足軽町は、楢山登町、楢山九郎兵衛殿町、楢山入川橋通登町、楢山餌刺町、楢山三枚橋、楢山笊町、楢山末無町、楢山医王院前町、楢山牛島橋通町の9町。また、武家町に取り囲まれる形で武家町ではない地区が4つ存在した。楢山下浜町と追回町は川尻村に属する百姓町で、米沢町と十軒町は外町の米町庄屋扱いの町人町であった。
これらの町名は楢山登町、楢山古川新町、楢山南新町（上丁・下丁）を除きすべて1966年（昭和41年）4月1日以降の住居表示実施に伴う町名整理で消滅している。楢山登町は住居表示実施後も名前が残ったが、区画は大きく変更されている。楢山古川新町と楢山南新町（上丁・下丁）は、旧城下町すべてのうちで最後に残った住居表示未実施地区である。
なお、唯一太平川の左岸に町割された楢山愛宕下は、元来河辺郡の地内で、享和3年（1803年）までには城下町へ編入されたと見られる。1876年（明治9年）に秋田町から分離され、楢山村の小字になった。1905年（明治38年）に再度秋田市へ編入されたが、以後住居表示実施まで大字楢山の一部として扱われた。

### 沿革
- 慶長7年（1602年） - 常陸国における佐竹氏の菩提寺・天徳寺が楢山の山麓へ移転。以降焼失までの間、楢山は「天徳寺山」と通称される。
- 寛永元年12月27日（1625年1月4日） - 天徳寺が総門を残して全焼する。
- 寛永2年5月（1625年6月） - 天徳寺が泉山の現在地へ移転する。
- 明暦年間（1655-1657年） - 角館にあった金照寺が天徳寺跡地に移転。以降、楢山は「金照寺山」と通称される。
- 明治元年4月（1868年5月） - 金照寺が焼失し廃寺。
- 明治5年（1872年） - 久保田城三ノ丸八幡坂下り口の足軽番所にあった与次郎稲荷神社が楢山登町へ移転する[9]。
- 1874年（明治7年） - 楢山餌刺町に公立楢山学校が開校する[10]。
- 1876年（明治9年） - 楢山愛宕下を秋田町から分割し、楢山村に編入する[8]。
- 1883年（明治16年） - 楢山学校と築地下本町の築地学校が合併し、楢山本新町上丁に築山小学校が開校する[11][10]。
- 1884年（明治17年） - 郡区町村編制法の下で、南秋田郡楢山村が単独立村。[2]。
- 1889年（明治22年）4月1日 - 市制・町村制施行。
  - 楢山25町を含む旧城下町のほぼすべてが合併し、秋田市が発足。秋田市楢山○○町となる。
  - 広面村・楢山村・柳田村・蛇野村（一部を除く）が合併し、南秋田郡広山田村が発足。広山田村大字楢山となる[2]。
    - 広面村・柳田村・蛇野村は楢山村の除外を主張し、楢山村も単独立村を主張した[12]。しかし県が合併枠の変更を認めず、4村での合併となった。
- 1902年（明治35年）
  - 10月21日 - 楢山字長沼に秋田駅が開業する。
  - 11月16日 - 楢山上本町に秋田楢山本町郵便受取所を開設[13]。
- 1905年（明治38年）8月1日 - 楢山字観音前・字長沼・字宮田・字愛宕下を分割し秋田市に編入する。
- 1909年（明治42年） - 楢山南新町上丁に築山小学校の一部が移転する[14]。
- 昭和初期 - 金照寺末寺であった正覚院が金照寺跡地へ移転し「金照寺」に改称する。
- 1941年（昭和16年）4月1日 - 広山田村が秋田市へ編入されたことに伴い、秋田市大字楢山となる。
- 2013年（平成25年）12月 - 与次郎稲荷神社が千秋公園にある同名の神社へ合祀し廃社される。
- 2021年（令和3年）2月22日 - 北都銀行楢山支店が同行本店営業部内にブランチインブランチ化[15]。

### 町域・字域の変遷
以下はすべて住居表示実施に伴う変更。実施後の町は、特記無き場合は各町ともその一部。
| 実施前                                                | 実施年月日             | 実施後                                    | 備考                                 |
| ----------------------------------------------------- | ---------------------- | ----------------------------------------- | ------------------------------------ |
| 楢山字愛宕下                                          | 平成3年10月1日         | 楢山愛宕下 ならやまあたごした             |                                      |
| 楢山字愛宕下                                          | 昭和42年5月1日         | 楢山金照町 ならやまきんしょうまち         |                                      |
| 楢山字石塚谷地                                        | 平成12年10月1日        | 牛島東七丁目 うしじまひがしななちょうめ   |                                      |
| 楢山字石塚谷地                                        | 昭和58年4月1日         | 楢山石塚町（全域） ならやまいしづかちょう |                                      |
| 楢山字石塚谷地                                        | 昭和42年5月1日         | 楢山太田町 ならやまおおたまち             |                                      |
| 楢山字石塚谷地                                        | 昭和58年4月1日         | 楢山太田町 ならやまおおたまち             |                                      |
| 楢山字石塚谷地                                        | 昭和42年5月1日         | 楢山金照町 ならやまきんしょうまち         |                                      |
| 楢山字石塚谷地                                        | 平成12年10月1日        | 楢山城南新町 ならやまじょうなんしんまち   |                                      |
| 楢山字石塚谷地                                        | 昭和42年5月1日         | 楢山城南町 ならやまじょうなんまち         |                                      |
| 楢山字石塚谷地                                        | （現存）楢山字石塚谷地 |                                           |                                      |
| 楢山字兎口                                            | 昭和42年5月1日         | 牛島東四丁目 うしじまひがしよんちょうめ   |                                      |
| 楢山字兎口                                            | 昭和49年5月1日         | 牛島東七丁目 うしじまひがしななちょうめ   |                                      |
| 楢山字兎口                                            | 昭和42年5月1日         | 楢山金照町 ならやまきんしょうまち         |                                      |
| 楢山字兎口                                            | 昭和42年5月1日         | 楢山城南町 ならやまじょうなんまち         |                                      |
| 楢山字太田沢                                          | 昭和42年5月1日         | 楢山太田町 ならやまおおたまち             |                                      |
| 楢山字太田沢                                          | 昭和58年4月1日         | 楢山太田町 ならやまおおたまち             |                                      |
| 楢山字太田沢                                          | 昭和42年5月1日         | 楢山大元町 ならやまおおもとまち           |                                      |
| 楢山字太田沢                                          | 昭和42年5月1日         | 楢山金照町 ならやまきんしょうまち         |                                      |
| 楢山字太田沢                                          | 昭和52年4月1日         | 横森一丁目 よこもりいっちょうめ           |                                      |
| 楢山字太田沢                                          | （現存）楢山字太田沢   |                                           |                                      |
| 楢山字観音前                                          | 昭和54年4月1日         | 東通観音前 ひがしどおりかんのんまえ       |                                      |
| 楢山字観音前                                          | 昭和54年4月1日         | 東通仲町 ひがしどおりなかまち             |                                      |
| 楢山字観音前                                          | 昭和42年5月1日         | 南通宮田 みなみどおりみやた               |                                      |
| 楢山字熊沢                                            | 昭和42年5月1日         | 楢山金照町 ならやまきんしょうまち         |                                      |
| 楢山字熊沢                                            | 昭和42年5月1日         | 楢山城南町 ならやまじょうなんまち         |                                      |
| 楢山字館ノ越                                          | 昭和42年5月1日         | 楢山大元町 ならやまおおもとまち           |                                      |
| 楢山字館ノ越                                          | 昭和54年4月1日         | 東通館ノ越 ひがしどおりたてのこし         |                                      |
| 楢山字寺小路                                          | 平成3年10月1日         | 楢山愛宕下 ならやまあたごした             |                                      |
| 楢山字寺小路                                          | 昭和42年5月1日         | 楢山金照町 ならやまきんしょうまち         |                                      |
| 楢山字寺小路                                          | 昭和42年5月1日         | 楢山城南町 ならやまじょうなんまち         |                                      |
| 楢山字寺小路                                          | （現存）楢山字寺小路   |                                           |                                      |
| 楢山字鳥場前                                          | 昭和54年4月1日         | 東通観音前 ひがしどおりかんのんまえ       |                                      |
| 楢山字長沼                                            | 昭和41年4月1日         | 中通二丁目 なかどおりにちょうめ           |                                      |
| 楢山字長沼                                            | 昭和41年4月1日         | 中通四丁目 なかどおりよんちょうめ         |                                      |
| 楢山字長沼                                            | 昭和41年4月1日         | 中通六丁目 なかどおりろくちょうめ         |                                      |
| 楢山字長沼                                            | 昭和41年4月1日         | 中通七丁目 なかどおりななちょうめ         |                                      |
| 楢山字長沼                                            | 昭和54年4月1日         | 東通仲町 ひがしどおりなかまち             |                                      |
| 楢山字長沼                                            | 平成18年2月1日         | 東通仲町 ひがしどおりなかまち             |                                      |
| 楢山字楢山                                            | 昭和42年5月1日         | 楢山大元町 ならやまおおもとまち           |                                      |
| 楢山字楢山                                            | 昭和54年4月1日         | 東通館ノ越 ひがしどおりたてのこし         |                                      |
| 楢山字楢山                                            | 昭和42年5月1日         | 南通宮田 みなみどおりみやた               |                                      |
| 楢山字明田                                            | 昭和54年4月1日         | 東通観音前 ひがしどおりかんのんまえ       |                                      |
| 楢山字明田                                            | 昭和54年4月1日         | 東通館ノ越 ひがしどおりたてのこし         |                                      |
| 楢山字明田                                            | 昭和54年4月1日         | 東通明田 ひがしどおりみょうでん           |                                      |
| 楢山字明田                                            | 昭和52年4月1日         | 横森一丁目 よこもりいっちょうめ           |                                      |
| 追廻町 おいまわしまち                                 | 昭和42年5月1日         | （新）楢山登町 ならやまのぼりまち         |                                      |
| 川尻町字川口境 かわしりまち あざかわぐちさかい        | 昭和42年5月1日         | 楢山御島町 ならやまおんしままち           | 平成2年10月1日楢山登町に変更         |
| 川尻町字川口境 かわしりまち あざかわぐちさかい        | 平成2年10月1日         | 楢山川口境（全域） ならやまかわぐちさかい |                                      |
| 川尻町字川口境 かわしりまち あざかわぐちさかい        | 昭和42年5月1日         | 楢山共和町 ならやまきょうわまち           |                                      |
| 川尻町字川口境 かわしりまち あざかわぐちさかい        | 昭和42年5月1日         | （新）楢山登町 ならやまのぼりまち         |                                      |
| 川尻町字川口境 かわしりまち あざかわぐちさかい        | 平成2年10月1日         | （新）楢山登町 ならやまのぼりまち         |                                      |
| 十軒町 じっけんまち                                   | 昭和42年5月1日         | 楢山南中町 ならやまみなみなかちょう       |                                      |
| 楢山医王院前町 ならやまいおういんまえちょう           | 昭和42年5月1日         | 楢山本町 ならやまほんちょう               |                                      |
| 楢山入川橋通登町 ならやまいりかわばしとおりのぼりまち | 昭和42年5月1日         | （新）楢山登町 ならやまのぼりまち         |                                      |
| 楢山入川橋通登町 ならやまいりかわばしとおりのぼりまち | 昭和42年5月1日         | 楢山南中町 ならやまみなみなかちょう       |                                      |
| 楢山牛島橋通町 ならやまうしじまばしとおりまち         | 昭和42年5月1日         | 楢山共和町 ならやまきょうわまち           |                                      |
| 楢山牛島橋通町 ならやまうしじまばしとおりまち         | 昭和42年5月1日         | 楢山本町 ならやまほんちょう               |                                      |
| 楢山牛島橋通町 ならやまうしじまばしとおりまち         | 昭和42年5月1日         | 楢山南中町 ならやまみなみなかちょう       |                                      |
| 楢山餌刺町 ならやまえさしまち                         | 昭和42年5月1日         | 楢山南中町 ならやまみなみなかちょう       |                                      |
| 楢山御島町 ならやまおんしままち                       | 平成2年10月1日         | （新）楢山登町 ならやまのぼりまち         | 住居表示変更（昭和42年5月1日実施分） |
| 楢山上本町 ならやまかみほんちょう                     | 昭和42年5月1日         | 楢山佐竹町 ならやまさたけまち             |                                      |
| 楢山上本町 ならやまかみほんちょう                     | 昭和42年5月1日         | 南通築地 みなみどおりつきじ               |                                      |
| 楢山九郎兵衛殿町 ならやまくろべえどのまち             | 昭和42年5月1日         | 楢山南中町 ならやまみなみなかちょう       |                                      |
| 楢山笊町 ならやまざるまち                             | 昭和42年5月1日         | 楢山本町 ならやまほんちょう               |                                      |
| 楢山笊町 ならやまざるまち                             | 昭和42年5月1日         | 楢山南中町 ならやまみなみなかちょう       |                                      |
| 楢山三枚橋 ならやまさんまいばし                       | 昭和42年5月1日         | 楢山南中町 ならやまみなみなかちょう       |                                      |
| 楢山下浜町 ならやましたはままち                       | 昭和42年5月1日         | 楢山共和町 ならやまきょうわまち           |                                      |
| 楢山末無町 ならやますえなしちょう                     | 昭和42年5月1日         | 楢山本町 ならやまほんちょう               |                                      |
| 楢山虎ノ口新町 ならやまとらのくちしんまち             | 昭和42年5月1日         | 楢山南中町 ならやまみなみなかちょう       |                                      |
| 楢山虎ノ口新町 ならやまとらのくちしんまち             | 昭和42年5月1日         | 南通亀の町 みなみどおりかめのちょう       |                                      |
| 楢山虎ノ口外張新町 ならやまとらのくちとばりしんまち   | 昭和42年5月1日         | 楢山本町 ならやまほんちょう               |                                      |
| 楢山虎ノ口外張新町 ならやまとらのくちとばりしんまち   | 昭和42年5月1日         | 楢山南中町 ならやまみなみなかちょう       |                                      |
| 楢山中町 ならやまなかちょう                           | 昭和42年5月1日         | 楢山佐竹町 ならやまさたけまち             |                                      |
| 楢山中町 ならやまなかちょう                           | 昭和42年5月1日         | 楢山本町 ならやまほんちょう               |                                      |
| 楢山中町 ならやまなかちょう                           | 昭和42年5月1日         | 南通築地 みなみどおりつきじ               |                                      |
| 楢山中町 ならやまなかちょう                           | 昭和42年5月1日         | 南通みその町 みなみどおりみそのまち       |                                      |
| （旧）楢山登町 ならやまのぼりまち                     | 昭和42年5月1日         | 楢山御島町 ならやまおんしままち           | 平成2年10月1日楢山登町に変更         |
| （旧）楢山登町 ならやまのぼりまち                     | 昭和42年5月1日         | （新）楢山登町 ならやまのぼりまち         |                                      |
| （旧）楢山登町 ならやまのぼりまち                     | 昭和42年5月1日         | 楢山南中町 ならやまみなみなかちょう       |                                      |
| 楢山古川新町 ならやまふるかわしんまち                 | 平成3年10月1日         | 楢山愛宕下 ならやまあたごした             |                                      |
| 楢山古川新町 ならやまふるかわしんまち                 | 昭和42年5月1日         | 楢山佐竹町 ならやまさたけまち             |                                      |
| 楢山古川新町 ならやまふるかわしんまち                 | （現存）楢山古川新町   |                                           |                                      |
| 楢山本町下丁 ならやまほんちょうしもちょう             | 昭和42年5月1日         | 楢山本町 ならやまほんちょう               |                                      |
| 楢山本町下丁 ならやまほんちょうしもちょう             | 昭和42年5月1日         | 南通みその町 みなみどおりみそのまち       |                                      |
| 楢山桝取町 ならやまますとりまち                       | 昭和42年5月1日         | 南通宮田 みなみどおりみやた               |                                      |
| 楢山南新町上丁 ならやまみなみしんまちかみちょう       | 昭和42年5月1日         | 楢山本町 ならやまほんちょう               |                                      |
| 楢山南新町上丁 ならやまみなみしんまちかみちょう       | （現存）楢山南新町上丁 |                                           |                                      |
| 楢山南新町下丁 ならやまみなみしんまちしもちょう       | 昭和55年4月1日         | 牛島東二丁目 うしじまひがしにちょうめ     |                                      |
| 楢山南新町下丁 ならやまみなみしんまちしもちょう       | 平成3年10月1日         | 楢山愛宕下 ならやまあたごした             |                                      |
| 楢山南新町下丁 ならやまみなみしんまちしもちょう       | 昭和42年5月1日         | 楢山本町 ならやまほんちょう               |                                      |
| 楢山南新町下丁 ならやまみなみしんまちしもちょう       | （現存）楢山南新町上丁 |                                           |                                      |
| 楢山本新町上丁 ならやまもとしんまちかみちょう         | 昭和42年5月1日         | 南通築地 みなみどおりつきじ               |                                      |
| 楢山本新町上丁 ならやまもとしんまちかみちょう         | 昭和42年5月1日         | 南通みその町 みなみどおりみそのまち       |                                      |
| 楢山本新町下丁 ならやまもとしんまちしもちょう         | 昭和42年5月1日         | 南通亀の町 みなみどおりかめのちょう       |                                      |
| 楢山本新町下丁 ならやまもとしんまちしもちょう         | 昭和42年5月1日         | 南通みその町 みなみどおりみそのまち       |                                      |
| 楢山本横町 ならやまもとよこちょう                     | 昭和42年5月1日         | 楢山本町 ならやまほんちょう               |                                      |
| 米沢町 よねざわまち                                   | 昭和42年5月1日         | 楢山南中町 ならやまみなみなかちょう       |                                      |

## 交通

### 鉄道
楢山大元町、楢山金照町、楢山城南町、楢山城南新町を挟むようにして東側をJR東日本奥羽本線（秋田新幹線）が、西側を羽越本線が通る。楢山城南新町に秋田総合車両センター南秋田センターが所在している。最寄駅は中通七丁目にある秋田駅、または牛島西一丁目にある羽後牛島駅。

### バス
- 秋田中央交通
  - （500など多数） → 楢山広小路 → 楢山南中町 → 牛島橋 → / ← 登町上丁 ← 登町 ← 楢山共和町 ← 牛島橋 ←
  - （540など多数） - 登町上丁 - 東部ガス前 - イオン秋田中央店前 -
  - （421 桜ガ丘線） - 楢山大元町 - 才八橋 - 一ツ森公園入口 -
  - （560 南大通り経由日赤病院線） - 牛島東七丁目 - 一ツ森公園南入口 -
  - （561 南大通り経由日赤病院線） - 楢山愛宕下[16] - 金照寺山公園東入口 - 城南中学校前 - 石塚谷地 - 牛島小学校入口 - 牛島東七丁目 - 一ツ森公園南入口 -
  - （580 雄和線） - 築山小学校前 - 楢山愛宕下[16] -
  - （610 楢山大回り線） - 楢山本町 - 楢山南中町 - 牛島橋 - 楢山共和町 - 登町 - 刈穂橋 -

### 道路
- 秋田県道28号秋田岩見船岡線（南有楽町通り）
- 牛島橋通り（旧羽州街道）
- 百石橋通り
- 笊町通り
- 楢山広小路

## 施設

### 字石塚谷地
- 一つ森公園管理事務所
- 旧黒澤家住宅
- JR秋田変電所

### 字太田沢
- なかよし会館

## 著名出身者
- 木村興治 (卓球選手)[17]
- 栗田定之丞 (久保田藩士)
- 佐藤哲男 (薬学者)
- 鈴木重晴 (陸上競技選手)
- 高田斉 (気象予報士)
- 田中隆三 (政治家)
- 御法川直三郎 (多条繰糸機の発明)
- 和崎ハル (政治家)

## 著名居住者
- 石川達三 (小説家)
- 園部ピア (楢山幼稚園創始者)